# Награда Тони за најбољу глумицу у мјузиклу
Награда Тони за најбољу глумицу у мјузиклу је награда која се додељује најбољој главној глумици у мјузиклу. Награда је први пут додељена 1948. године, а прва награђена је Грејс Хартман.

## 1947–е
- 1948: Grace Hartman (Angel in the Wings)
- 1949: Nanette Fabray (Love Life)

## 1950–е
- 1950: Mary Martin (South Pacific)
- 1951: Етел Мерман (Call Me Madam)
- 1952: Gertrude Lawrence (The King and I)
- 1953: Розалинд Расел (Wonderful Town)
- 1954: Dolores Gray (Carnival in Flanders)
- 1955: Mary Martin (Peter Pan)
- 1956: Гвен Вердон (Damn Yankees)
- 1957: Џуди Холидеј (Bells Are Ringing)
- 1958: Телма Ритер (New Girl In Town)
- 1958: Гвен Вердон (New Girl In Town)
- 1959: Гвен Вердон (Redhead)

## 1960-е
- 1960: Mary Martin (The Sound of Music)
- 1961: Elizabeth Seal (Irma La Douce)
- 1962: Anna Maria Alberghetti (Carnival)
- 1962: Дајен Керол (No Strings)
- 1963: Вивијен Ли (Tovarich)
- 1964: Carol Channing (Hello, Dolly!)
- 1965: Лајза Минели (Flora, the Red Menace)
- 1966: Анџела Ленсбери (Mame)
- 1967: Barbara Harris (The Apple Tree)
- 1968: Patricia Routledge (Darling of the Day)
- 1968: Leslie Uggams (Hallelujah, Baby!)
- 1969: Анџела Ленсбери (Dear World)

## 1970-е
- 1970: Лорен Бакол (Applause)
- 1971: Helen Gallagher (No, No, Nanette)
- 1972: Алексис Смит (Follies)
- 1973: Glynis Johns (A Little Night Music)
- 1974: Virginia Capers (Raisin)
- 1975: Анџела Ленсбери (Gypsy)
- 1976: Donna McKechnie (A Chorus Line)
- 1977: Dorothy Loudon (Annie)
- 1978: Лајза Минели (The Act)
- 1979: Анџела Ленсбери (Sweeney Todd)

## 1980-е
- 1980: Patti Lupone (Evita)
- 1981: Лорен Бакол (Woman of the Year)
- 1982: Џенифер Холидеј (Dreamgirls)
- 1983: Natalia Makarova (On Your Toes)
- 1984: Chita Rivera (The Rink)
- 1986: Бернадет Питерс (Song and Dance)
- 1987: Maryann Plunkett (Me and My Girl)
- 1988: Joanna Gleason (Into the Woods)
- 1989: Ruth Brown (Black and Blue)

## 1990-е
- 1990: Tyne Daly (Gypsy)
- 1991: Lea Salonga (Miss Saigon)
- 1992: Faith Prince (Guys and Dolls)
- 1993: Chita Rivera (Kuss der Spinnenfrau)
- 1994: Donna Murphy (Passion)
- 1995: Глен Клоус (Sunset Boulevard)
- 1996: Donna Murphy (The King and I)
- 1997: Bebe Neuwirth (Chicago)
- 1998: Наташа Ричардсон (Cabaret)
- 1999: Бернадет Питерс (Annie Get Your Gun)

## 2000-е
- 2000: Heather Headley (Aida)
- 2001: Christine Ebersole (in 42nd Street)
- 2002: Sutton Foster (Thoroughly Modern Millie)
- 2003: Marissa Jaret Winokur (Hairspray)
- 2004: Идина Мензел (Wicked)
- 2005: Victoria Clark (The Light in the Piazza)
- 2006: LaChanze (The Color Purple)
- 2007: Christine Ebersole (Grey Gardens)
- 2008: Patti LuPone (Gypsy)